# Nghệ thuật tương tác

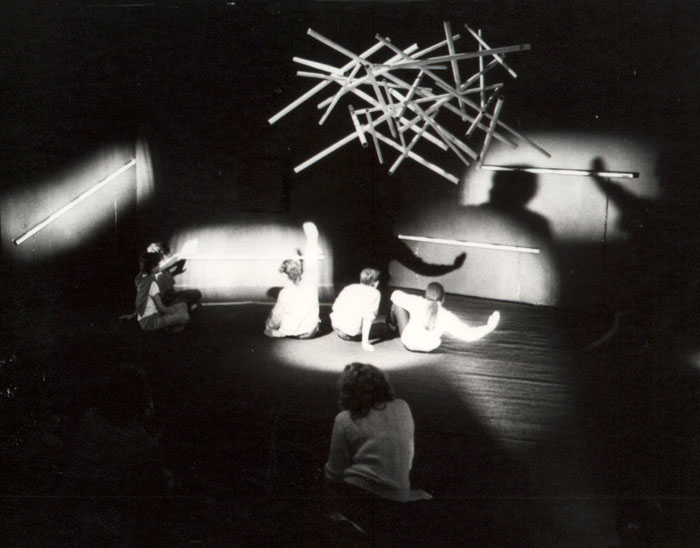
Phòng âm nhạc (1983), tác phẩm của Jean-Robert Sedano và Solveig de Ory Montpellier (Pháp)

Đường hầm dưới đáy Đại Tây Dương (1995), Maurice Benayoun, Cài đặt tương tác thực tế ảo: một liên kết giữa Paris và Montreal

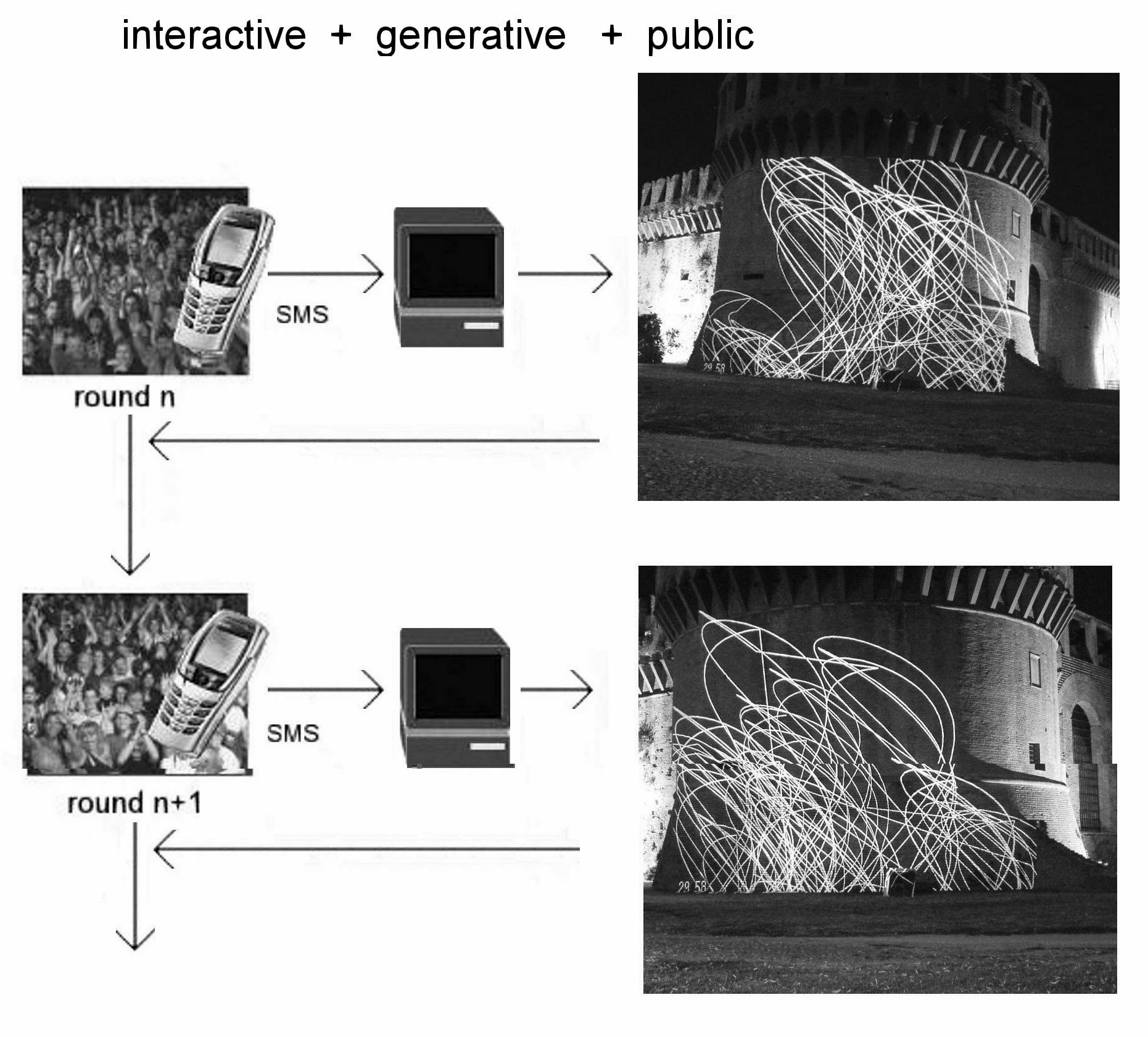
Maurizio Bolognini, sê-ri Máy thông minh tập thể (CIMs, từ năm 2000): cài đặt tương tác sử dụng mạng điện thoại di động và các công nghệ tham gia được lấy từ nền dân chủ điện tử.

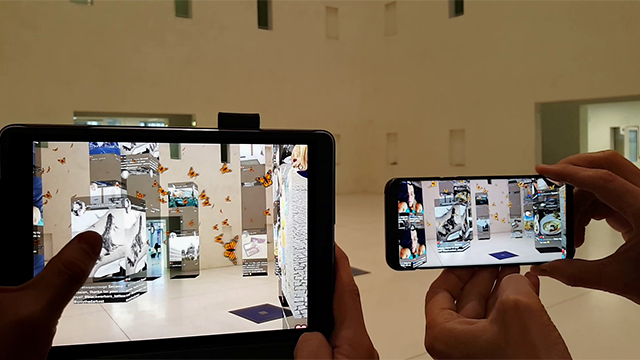
10.000 thành phố di chuyển (2018), Marc Lee, trò chơi nhiều người chơi thực tế Augmented, nghệ thuật sắp đặt

Nghệ thuật tương tác là một hình thức nghệ thuật liên quan đến khán giả theo cách cho phép nghệ thuật đạt được mục đích của nó. Một số nghệ thuật cài đặt tương tác đạt được điều này bằng cách cho phép người quan sát hoặc khách truy cập "đi bộ" vào, trên và xung quanh tác phẩm; một số tác phẩm khác yêu cầu nghệ sĩ hoặc khán giả trở thành một phần của tác phẩm nghệ thuật này.
Các tác phẩm thuộc loại nghệ thuật này thường có máy tính, giao diện và đôi khi là cảm biến để phản ứng với chuyển động, nhiệt, thay đổi khí tượng hoặc các loại đầu vào khác mà các nhà sản xuất của chúng đã lập trình để đáp ứng. Hầu hết các ví dụ về nghệ thuật Internet ảo và nghệ thuật điện tử có tính tương tác cao. Đôi khi, khách truy cập có thể điều hướng qua một môi trường siêu văn bản; một số tác phẩm chấp nhận đầu vào văn bản hoặc hình ảnh từ bên ngoài; đôi khi một khán giả có thể ảnh hưởng đến quá trình biểu diễn hoặc thậm chí có thể tham gia vào nó. Một số tác phẩm nghệ thuật tương tác khác được coi là nhập vai vì chất lượng tương tác liên quan đến tất cả các phổ kích thích xung quanh. Môi trường thực tế ảo như các tác phẩm của Maurice Benayoun và Jeffrey Shaw có tính tương tác cao như công việc mà khán giả - Maurice Benayoun gọi họ là "khách truy cập", Miroslaw Rogala gọi họ (v) người dùng, Char Davies là "người nhập vai" - tương tác với tất cả các lĩnh vực nhận thức của họ.
Mặc dù một số ví dụ đầu tiên về nghệ thuật tương tác đã có từ những năm 1920, hầu hết nghệ thuật kỹ thuật số đã không tham gia chính thức vào thế giới nghệ thuật cho đến cuối những năm 1990. Kể từ lần ra mắt này, vô số bảo tàng và địa điểm đã ngày càng phù hợp với nghệ thuật kỹ thuật số và tương tác vào sản phẩm của họ. Thể loại nghệ thuật vừa chớm nở này đang tiếp tục phát triển và phát triển một cách nhanh chóng thông qua văn hóa phụ xã hội internet, cũng như thông qua các tác phẩm cài đặt quy mô lớn trong các đô thị.

## Tương tác trong nghệ thuật

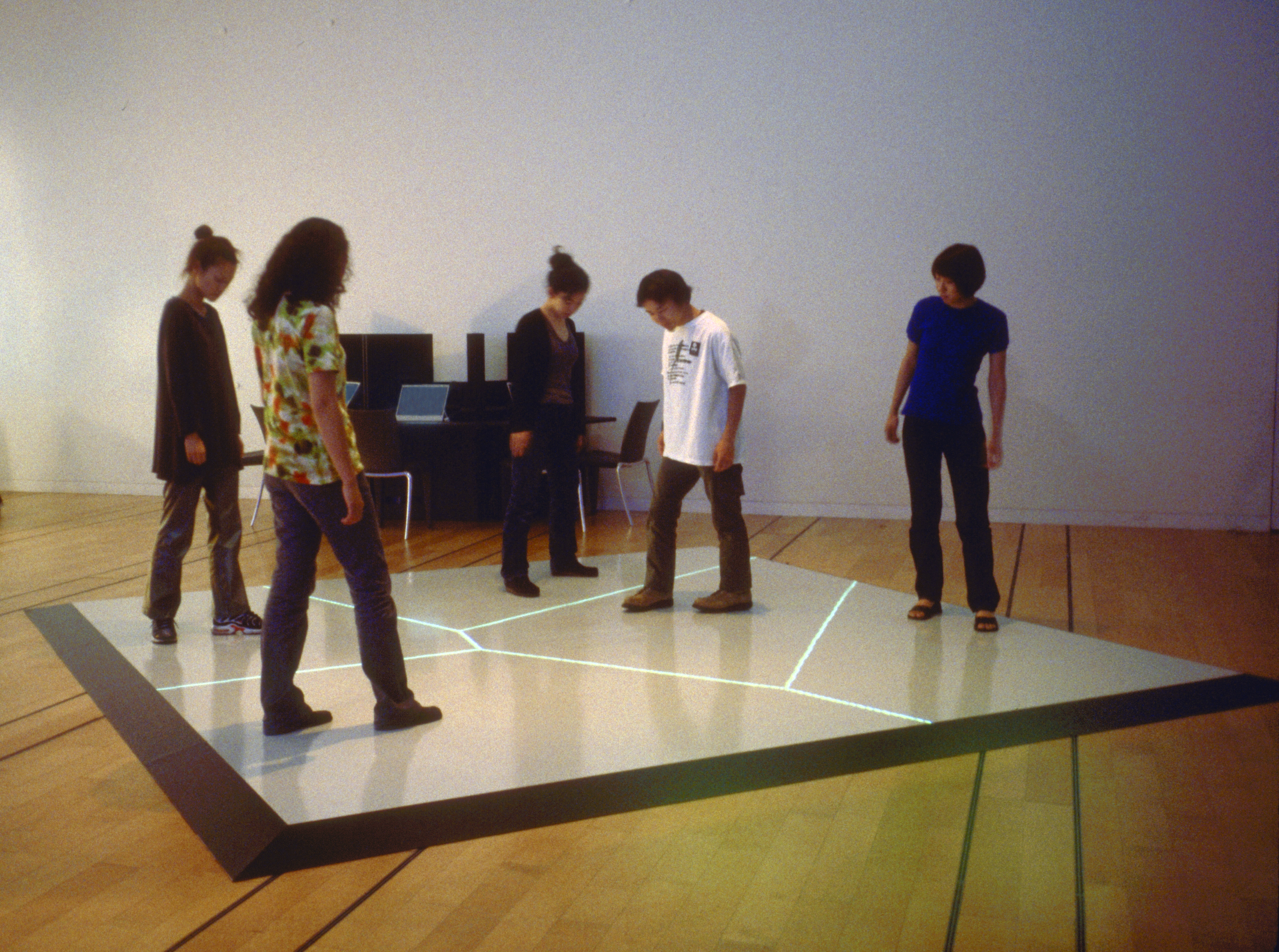
Boundary Functions (1998) - tác phẩm tương tác trên sàn chiếu của Scott Snibbe tại Trung tâm Liên lạc NTT ở Tokyo.

Nghệ thuật tương tác là một thể loại nghệ thuật trong đó người xem tham gia theo một cách nào đó bằng cách cung cấp đầu vào để xác định kết quả. Không giống như các hình thức nghệ thuật truyền thống trong đó sự tương tác của khán giả chỉ là một sự kiện tinh thần, tính tương tác cho phép nhiều loại điều hướng, lắp ráp và/hoặc đóng góp cho một tác phẩm nghệ thuật, vượt xa hoạt động tâm lý thuần túy. Tương tác như một phương tiện tạo ra ý nghĩa.
Việc cài đặt nghệ thuật tương tác thường dựa trên máy tính và thường dựa vào các cảm biến, đánh giá những thứ như nhiệt độ, chuyển động, độ gần và các hiện tượng khí tượng khác mà nhà sản xuất đã lập trình để gợi ra phản ứng dựa trên hành động của người tham gia. Trong các tác phẩm nghệ thuật tương tác, cả khán giả và cỗ máy phối hợp với nhau để tạo ra một tác phẩm nghệ thuật hoàn toàn độc đáo cho mỗi khán giả quan sát. Tuy nhiên, không phải tất cả các nhà quan sát hình dung cùng một bức tranh. Bởi vì nó là nghệ thuật tương tác, mỗi người quan sát đưa ra cách giải thích riêng của họ về tác phẩm nghệ thuật và nó có thể hoàn toàn khác so với quan điểm của người quan sát khác.
Nghệ thuật tương tác có thể được phân biệt với nghệ thuật tạo hình ở chỗ nó tạo thành một cuộc đối thoại giữa tác phẩm nghệ thuật và người tham gia; cụ thể, người tham gia có cơ quan, hoặc khả năng, thậm chí là vô tình, hành động theo tác phẩm nghệ thuật và hơn nữa được mời làm như vậy trong bối cảnh của tác phẩm, tức là tác phẩm gắn kết sự tương tác. Thường xuyên hơn, chúng ta có thể xem xét rằng công việc đưa khách truy cập của nó vào tài khoản. Trong một số trường hợp ngày càng tăng, cài đặt có thể được định nghĩa là một môi trường đáp ứng, đặc biệt là các môi trường được các kiến trúc sư và nhà thiết kế tạo ra. Ngược lại, nghệ thuật tạo hình có thể tương tác, nhưng không phản hồi, có xu hướng độc thoại - tác phẩm nghệ thuật có thể thay đổi hoặc phát triển trước sự hiện diện của người xem, nhưng người xem có thể không được mời tham gia phản ứng mà chỉ đơn thuần là người xem và thưởng thức nó 

## Lịch sử
Theo các nhà lý luận và nghệ sĩ truyền thông mới  Maurice Benayoun, tác phẩm nghệ thuật tương tác đầu tiên phải là tác phẩm được Parrhasius thực hiện trong cuộc thi nghệ thuật của ông với Zeuxis được Pliny mô tả vào thế kỷ thứ năm TCN khi Zeuxis cố gắng vén bức màn đang vẽ. Tác phẩm lấy ý nghĩa từ cử chỉ của Zeuxis và sẽ không tồn tại nếu không có nó. Zeuxis, bằng cử chỉ của nó, đã trở thành một phần trong tác phẩm của Parrhasius. Điều này cho thấy tính đặc thù của nghệ thuật tương tác thường sử dụng máy tính ít hơn so với chất lượng của các "tình huống" được đề xuất và sự tham gia của "Người khác" trong quá trình cảm nhận. Tuy nhiên, máy tính và điện toán thời gian thực làm cho nhiệm vụ dễ dàng hơn và mở ra lĩnh vực ảo - sự xuất hiện tiềm năng của tương lai bất ngờ (mặc dù có thể được viết sẵn) - cho nghệ thuật đương đại.
Một số ví dụ sớm nhất về nghệ thuật tương tác đã được tạo ra sớm nhất là vào những năm 1920. Một ví dụ là mảnh của Marcel Duchamp, có tên là Tấm kính quay. Tác phẩm nghệ thuật yêu cầu người xem bật máy và đứng ở khoảng cách một mét để nhìn thấy ảo ảnh quang học.
Ý tưởng hiện tại về nghệ thuật tương tác bắt đầu phát triển mạnh mẽ hơn vào những năm 1960 vì một số lý do chính trị. Vào thời điểm đó, nhiều người thấy rằng các nghệ sĩ không thể mang sức mạnh sáng tạo duy nhất trong các tác phẩm của họ. Những nghệ sĩ giữ quan điểm này muốn mang đến cho khán giả một phần của chính họ trong quá trình sáng tạo này. Một ví dụ ban đầu được tìm thấy vào đầu những năm 1960 "bức tranh thay đổi" của Roy Ascott, người mà Frank Popper đã viết: "Ascott là một trong những nghệ sĩ đầu tiên đưa ra lời kêu gọi cho toàn bộ khán giả tham gia". Bên cạnh quan điểm chính trị của người Viking, cũng là sự khôn ngoan hiện tại rằng sự tương tác và sự tham gia có một phần tích cực để chơi trong quá trình sáng tạo.
Vào những năm 1970, các nghệ sĩ bắt đầu sử dụng công nghệ mới như video và vệ tinh để thử nghiệm các buổi biểu diễn và tương tác trực tiếp thông qua việc phát trực tiếp video và âm thanh.
Nghệ thuật tương tác trở thành một hiện tượng lớn do sự ra đời của tính tương tác dựa trên máy tính vào những năm 1990. Cùng với điều này đã đến một loại kinh nghiệm nghệ thuật mới. Khán giả và máy tính giờ đây có thể dễ dàng hợp tác với nhau hơn trong cuộc đối thoại để tạo ra một tác phẩm nghệ thuật độc đáo cho mỗi khán giả. Vào cuối những năm 1990, các bảo tàng và phòng trưng bày bắt đầu ngày càng kết hợp các hình thức nghệ thuật trong các chương trình của họ, một số thậm chí dành toàn bộ triển lãm cho nó. Điều này tiếp tục cho đến ngày nay và chỉ mở rộng do truyền thông gia tăng thông qua phương tiện kỹ thuật số.
Một bộ môn học mới nổi lai tạo dựa trên lợi ích kết hợp của các nghệ sĩ và kiến trúc sư cụ thể đã được tạo ra trong 10-15 năm qua. Ranh giới kỷ luật đã bị xóa nhòa, và một số lượng đáng kể các kiến trúc sư và nhà thiết kế tương tác đã tham gia cùng các nghệ sĩ điện tử trong việc tạo ra các giao diện và thiết kế tùy chỉnh mới trong các kỹ thuật để có được đầu vào của người dùng (như thị giác chó, cảm biến thay thế, phân tích giọng nói, v.v.); các hình thức và công cụ để hiển thị thông tin (như chiếu video, laser, thiết bị truyền động robot và cơ điện tử, chiếu sáng led, v.v.); các chế độ cho giao tiếp giữa người với người và máy (thông qua Internet và các mạng viễn thông khác); và để phát triển bối cảnh xã hội cho các hệ thống tương tác (như các công cụ thực dụng, thí nghiệm chính thức, trò chơi và giải trí, phê bình xã hội và giải phóng chính trị).